# La Femme abandonnée
La Femme abandonnée (em português, A mulher abandonada) é uma novela de Honoré de Balzac, publicada em 1832 na Revue de Paris, em seguida em volume em 1833 no tomo II das Cenas da vida da província nos Estudos de costumes na edição de Madame Béchet. Reeditada em 1839 na edição Charpentier, depois em 1842 na edição Furne com uma dedicatória à duquesa d'Abrantes, figura nas Cenas da vida privada da Comédia Humana.

## Enredo
A viscondessa de Beauséant, depois de uma aventura infeliz com o marquês d'Ajuda-Pinto, que a abandona, se refugia em um castelo da baixa Normandia, em Courcelles, onde ela vive sozinha. Para compreender sua importância na Comédia, é necessário tê-la visto evoluir no mundo parisiense.
Esta personagem era, em O pai Goriot, a referência parisiense, o salão onde era necessário ser convidado para fazer parte da "alta nata". É ela que inicia seu parente Eugène de Rastignac nas sutilezas da vida parisiense, apresenta-lhe Delphine de Nucingen, filha mais nova do velho Goriot que ela acaba por convidar, após muitas recusas, na mesma noite de seu baile de adeus a Paris. Este baile, em que ela brilha apesar de sua mágoa, será o último antes de seu exílio, porque o abandono pelo marquês é uma humilhação insuportável. Tudo isto foi contado em O pai Goriot.
Em A mulher abandonada reencontramos a viscondessa confinada em seu castelo de Courcelles, recusando todos os convites, limitando as visitas. Embora se mantenha afastada do mundo, só se fala dela nesta região. Sua misteriosa personalidade e as confabulações sobre suas aventuras lhe valem uma reputação de pessoa fora do padrão. O jovem parisiense Barão Gaston (Gastão na edição brasileira organizada por Paulo Rónai) de Nueil, enviado em convalescência a essa "estreita sociedade, onde a etiqueta era perfeitamente observada, onde cada coisa da vida se harmonizava, onde tudo se encontrava em dia, onde os valores nobiliárquicos e territoriais eram cotados como o são os fundos da Bolsa na última página dos jornais", se entedia fortemente na companhia daquela gente. E o jovem fica muito intrigado por essa famosa viscondessa de quem todo o mundo fala, mas que ninguém nunca vê. Ele anda em volta de seu castelo, observa, "presa de mil ideias contrárias que se combatiam",, até enfim conceber um estratagema: pede que um parente da viscondessa, o Sr. de Champignelles, interceda por ele, pergunte se "ela se dignaria recebê-lo". 
Ante a viscondessa, Gastão de Nueil fica deslumbrado, intimidado. Lá se encontra o verdeiro refinamento feminino, segundo sua concepção: "Diante daquela mulher e no interior daquele salão mobiliado como o são os salões do Faubourg Saint-Germain, repleto dessas ninharias tão preciosas que se espalham sobre as mesas, ao perceber os livros e as flores, ele sentiu-se de novo em Paris." A viscondessa o recebe friamente, mas ela guardou todo seu poder de sedução, e Gastão é dominado por seu charme. A viscondessa resiste com uma firmeza elegante às demonstrações inocentes de amor do jovem (ela é quase dez anos mais velha). E para fugir dele, ela vai para a Suíça, mas Gastão a segue. Os dois amantes vivem, então, nove anos magníficos que fazem a viscondessa esquecer o terror do abandono. Contudo, destina-se Gastão a uma jovem desinteressante, mas de alta fortuna. 
Ele deveria recusar este arranjo familiar. Mas a viscondessa o provoca, mostrando interesse por seu futuro, chamando a atenção para a diferença de idade entre eles. Tudo isso, naturalmente, na esperança de que Gastão abandone a ideia de casamento e fique com ela. Infelizmente para ela, Gastão segue o seu conselho e, última humilhação, informa-a de sua decisão por carta, em vez de fazer uma visita. Madame de Beauséant é então abandonada pela segunda vez. Gastão, compreendendo que sacrificou a paixão pela tranquilidade burguesa, tentará reatar com Madame de Beauséant, mas em vão. Ela lhe devolverá sua carta e ameaçará se atirar da janela quando Gastão, abandonando sua mulher subitamente enquanto ela se ocupa com o piano, virá solicitá-la. Sem fazer qualquer caso de sua esposa, uma personagem completamente ausente nesta novela, ele se suicida. O narrador nos indica que, tendo agido assim, foi porque sacrificou o amor pelo conforto de uma "situação".
"Junto a uma mulher que possui o gênio do seu sexo, o amor nunca é um hábito. [...] Comparadas a ela, todas as mulheres empalidecem. É preciso ter sentido o temor de perder um amor tão vasto, tão ardente, ou tê-lo perdido, para conhecer-lhe todo o valor. Mas se, tendo-o conhecido, um homem dele se priva para cair num casamento frio [...] se ele ainda tem nos lábios o gosto de um amor celestial, e se feriu mortalmente sua verdadeira esposa por uma quimera social, então é preciso morrer ou ter essa filosofia material, egoísta, fria, que horroriza as almas apaixonadas."
No Prefácio a esta novela, escreve Paulo Rónai: "A mulher abandonada constitui uma pura obra-prima, um dos momentos mais felizes da carreira do escritor. [...] O desfecho tão espantoso e no entanto inteiramente conforme à lógica das paixões remata este admirável estudo, relativamente menos conhecido e cuja importância o próprio Balzac desconhecia."